# Deineches hackeri
Deineches hackeri är en tvåvingeart som först beskrevs av Ferguson 1926.  Deineches hackeri ingår i släktet Deineches och familjen blomflugor. Inga underarter finns listade i Catalogue of Life.